# Klášter Panny Marie ze Sajdnaji
Klášter Panny Marie ze Sajdnaji byl založen byzantským císařem Justiniánem I. v 6. století. 

## Historie

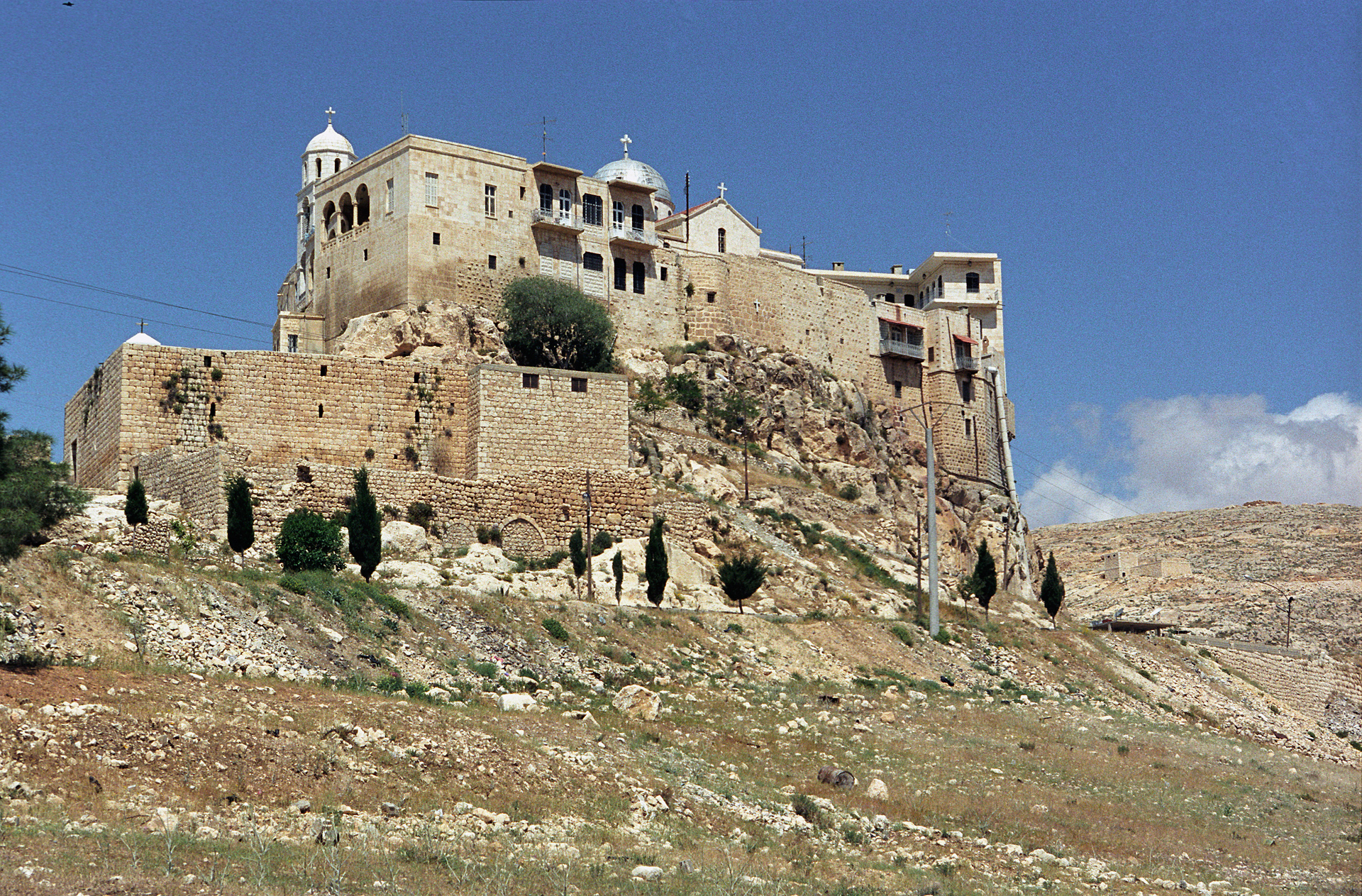
Klášter Panny Marie ze Sajdnaji

Klášter byl založen v 6. století byzantským císařem Justiniánem I., kterému se Panna Marie zjevila nejdříve v podobě gazely. 
V kronikách křížových výprav byl klášter nazýván “Notre-Dame de Sardenaye”.

### Externí odkazy

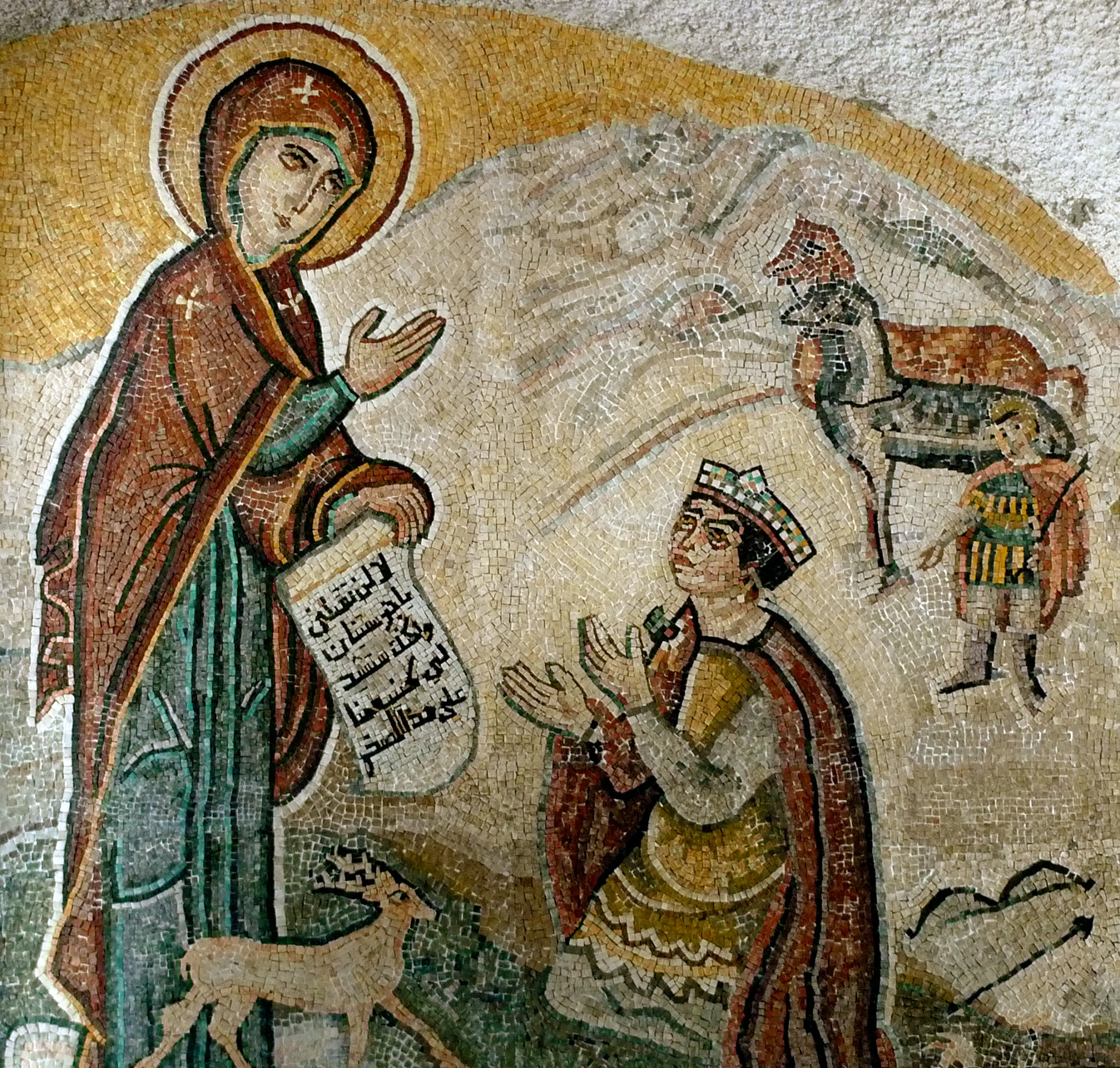
Mozaika zjevení Panny Marie Justiniánovi